# Stilluptal
Het Stilluptal, ook wel Stillupgrund genoemd, is een zijdal van het Zillertal, in Tirol. Het begint bij Mayrhofen, en strekt zich uit tot de hoofdkam van de Zillertaler Alpen. Vanaf de hoofdkam loopt het dal grotendeels in noordwestelijke richting. Voordat het dal uitmondt in het Zillertal, wordt het smaller en buigt sterk af in noordoostelijke richting.
Het Stilluptal is via de Ahornkamm aangesloten met de Ahornspitze (2973 m), via de Zillertaler Hauptkamm aangesloten met de Wollbachspitze (3209 m), en via de Floitenkamm met de Gigalitz (3001 m), de Floitenturm (2805 m) en de Dristner (2767 m). Naburige dalen van het Stilluptal zijn in het noorden het Zillergrund, in het zuidoosten het Ahrntal in Zuid-Tirol, in het zuidwesten de Floite en in het westen het Zemmtal.

## Toerisme
In het Opper-Stilluptal bevindt zich de Kasseler Hütte (2178 m), een schuilhut van de Duitse Alpenvereniging. Het is een station van de Berliner Höhenwegs. Verder ligt ook vlakbij de Karl-von-Edel-Hütte, onder de top van de Ahornspitze, op een hoogte van 2238 m.
Door het Stilluptal loopt een wandelweg, die uiteindelijk uitkomt op de Berliner Höhenweg, in de omgeving van de Kasseler Hütte. Vlak achter het Gasthof Grüne-Wand-Hütte vertakt de weg zich.

## Infrastructuur
Het Stilluptal wordt gedomineerd door de Stillupspeicher, een stuwmeer, gebouwd in 1969. Het werd gebouwd voor energievoorziening en om overstromingen in het Zillertal te voorkomen.